# Liste der Baudenkmale in Ricklingen (Stadtbezirk)
Die Liste der Baudenkmale in Ricklingen enthält die Baudenkmale des hannoverschen Stadtbezirks Ricklingen mit den Stadtteilen Bornum, Mühlenberg, Oberricklingen, Ricklingen und Wettbergen. Die Einträge in dieser Liste basieren überwiegend auf einer Liste des Amtes für Denkmalschutz aus dem Jahr 1985 und sind hinsichtlich ihrer Aktualität im Einzelfall zu überprüfen.

## Bornum
| Lage                                                      | Bezeichnung | Beschreibung | ID       | Bild           |
| --------------------------------------------------------- | ----------- | --- | -------- | -------------- |
| An der Feldmark 5 52° 20′ 58″ N, 9° 41′ 15″ O             | Wohnhaus    | „Das Wohnhaus von 1879 gehörte zu einer großen Hofstelle. Es weist auf die im 19. Jahrhundert in der ländlichen Architektur entwickelte Funktionstrennung hin, die städtische Vorbilder und die Einteilung auf Gutshöfen im kleinen kopierte. Entsprechende Einflüsse weist das repräsentative Wohnhaus einer größeren Hofstelle (An der Feldmark 5) von etwa 1890 auf.“ | 30759324 | Weitere Bilder |
| Hudeplan 2 (ehem. Im Dorfe 9) 52° 20′ 58″ N, 9° 41′ 10″ O | Wohnhaus    | „Das Wohnhaus Im Dorfe 9 von 1879 gehörte zu einer großen Hofstelle. Es weist auf die im 19. Jahrhundert in der ländlichen Architektur entwickelte Funktionstrennung hin, die städtische Vorbilder und die Einteilung auf Gutshöfen im kleinen kopierte.“ | 30759345 | Weitere Bilder |

## Oberricklingen

### Gruppe: Stadtfriedhof Ricklingen
Die Gruppe „Stadtfriedhof Ricklingen“ hat die ID 30593498.

| Lage                                               | Bezeichnung | Beschreibung                                                 | ID       | Bild           |
| -------------------------------------------------- | ----------- | ------------------------------------------------------------ | -------- | -------------- |
| Göttinger Chaussee 246 52° 19′ 55″ N, 9° 42′ 41″ O | Friedhof    | Stadtfriedhof Ricklingen                                     | 30800102 | Weitere Bilder |
| Göttinger Chaussee 246 52° 19′ 56″ N, 9° 42′ 51″ O | Kapelle     | Die Kapelle wurde nach Plänen von Hermann Schaedtler erbaut. | 30800125 |                |
| Göttinger Chaussee 246a 52° 20′ 1″ N, 9° 42′ 59″ O | Wohnhaus    |                                                              | 37034308 | BW             |
| Göttinger Chaussee 246c 52° 20′ 2″ N, 9° 42′ 57″ O | Gärtnerei   |                                                              | 37034270 | BW             |

### Gruppe: Wohnhäuser Gredelfeldstraße 9–27
Die Gruppe „Wohnhäuser Gredelfeldstraße 9-27“ hat die ID 30593510.

| Lage                                                                               | Bezeichnung | Beschreibung | ID | Bild           |
| ---------------------------------------------------------------------------------- | ----------- | ------------ | -- | -------------- |
| Gredelfeldstraße 9, 11, 13, 15, 17, 19, 21, 23, 25, 27 52° 20′ 23″ N, 9° 42′ 55″ O |             |              |    | Weitere Bilder |
| Martensplatz 1, 3, 5, 7, 9, 11, 13, 15, 17, 19 52° 20′ 23″ N, 9° 42′ 51″ O         |             |              |    | Weitere Bilder |

### Gruppe: Wohnhäuser Menzelstraße 1–72
Die Gruppe „Wohnhäuser Menzelstraße 1-72“ hat die ID 30593530.
| Lage                                                                 | Bezeichnung | Beschreibung | ID | Bild           |
| -------------------------------------------------------------------- | ----------- | ------------ | -- | -------------- |
| Menzelstraße 1–24, 26, 28, 30, 32, 34–72 52° 20′ 20″ N, 9° 42′ 49″ O |             |              |    | Weitere Bilder |
| Schnabelstraße 1–68 52° 20′ 18″ N, 9° 42′ 52″ O                      |             |              |    | Weitere Bilder |

### Einzelbaudenkmale
| Lage                                              | Bezeichnung   | Beschreibung                  | ID       | Bild           |
| ------------------------------------------------- | ------------- | ----------------------------- | -------- | -------------- |
| Göttinger Chaussee 109 52° 20′ 35″ N, 9° 43′ 3″ O | Fabrikgebäude | Fabrik Meyer                  | 30803254 |                |
| Munzeler Straße 23 52° 20′ 39″ N, 9° 41′ 58″ O    | Schule        | Wilhelm-Busch-Schule Hannover | 30803275 | Weitere Bilder |
| Torstenssonstraße 1 52° 20′ 31″ N, 9° 42′ 48″ O   | Bunker        | Hochbunker                    | 42789420 | BW             |

## Ricklingen

### Gruppe: Edelhof Ricklingen
Die Gruppe „Edelhof Ricklingen“ hat die ID 30593407.
| Lage                                                      | Bezeichnung              | Beschreibung     | ID                                                                                           | Bild |
| --------------------------------------------------------- | ------------------------ | ---------------- | -------------------------------------------------------------------------------------------- | ---- |
| Am Edelhofe 1, 1a 52° 20′ 36″ N, 9° 43′ 55″ O             | Wohn-/Wirtschaftsgebäude |                  | 30804580                                                                                     |      |
| Am Edelhofe 1, 1a 52° 20′ 36″ N, 9° 43′ 54″ O             | Stall                    |                  | 30804601                                                                                     | BW   |
| Am Edelhofe 2 52° 20′ 35″ N, 9° 43′ 55″ O                 | Schule                   |                  | 30804620                                                                                     |      |
| Am Edelhofe 5, 5a, 5b 52° 20′ 36″ N, 9° 43′ 58″ O         | Wohn-/Wirtschaftsgebäude |                  | 30806246                                                                                     |      |
| Am Edelhofe 6 52° 20′ 35″ N, 9° 43′ 57″ O                 | Kapelle                  | Edelhofkapelle   | 30804493                                                                                     |      |
| Am Edelhofe 8 52° 20′ 33″ N, 9° 43′ 58″ O                 | Herrenhaus               |                  | 30804514                                                                                     |      |
| Am Edelhofe 8a 52° 20′ 33″ N, 9° 43′ 57″ O                | Wirtschaftsgebäude       |                  | 30805980                                                                                     |      |
| Am Edelhofe 8b, 8c 52° 20′ 34″ N, 9° 43′ 57″ O            | Wirtschaftsgebäude       |                  | 37121247                                                                                     |      |
| Am Edelhofe 52° 20′ 30″ N, 9° 44′ 2″ O                    | Gutspark                 |                  | 44872996                                                                                     |      |
| Am Edelhofe 52° 20′ 36″ N, 9° 43′ 56″ O                   | Pavillon                 |                  | 40724610                                                                                     | BW   |
| Am Edelhofe 52° 20′ 37″ N, 9° 43′ 56″ O                   | Garage                   | ehemaliger Stall | 40724705                                                                                     |      |
| Am Edelhofe 52° 20′ 35″ N, 9° 43′ 55″ O                   | Torpfeiler               |                  | 40726717                                                                                     |      |
| Am Edelhofe 52° 20′ 35″ N, 9° 43′ 54″ O                   | Mauern                   |                  | 40729460, 40724512, 40725815, 40725400/1/-/ 40724256, 40729460, 40724512, 40725815, 40725400 | BW   |
| Beekestraße 93, 93a, 93b, 93c 52° 20′ 35″ N, 9° 43′ 52″ O | Wohn-/Wirtschaftsgebäude |                  | 30804538                                                                                     |      |
| Beekestraße 95 52° 20′ 35″ N, 9° 43′ 53″ O                | Schäferhaus              |                  | 37104930                                                                                     |      |
| Beekestraße 95a 52° 20′ 35″ N, 9° 43′ 52″ O               | Wohnhaus                 |                  | 37105180                                                                                     |      |

### Gruppe: Eisenbahnbrücken Ohedamm
Die Gruppe „Eisenbahnbrücken Ohedamm“ hat die ID 30593458.
| Lage                               | Bezeichnung     | Beschreibung            | ID       | Bild           |
| ---------------------------------- | --------------- | ----------------------- | -------- | -------------- |
| Ohedamm 52° 21′ 8″ N, 9° 43′ 46″ O | Eisenbahnbrücke | Helene-Weber-Brücke     | 30805553 | Weitere Bilder |
| Ohedamm 52° 21′ 10″ N, 9° 44′ 4″ O | Trasse          | Eisenbahntrasse Ohedamm | 30806267 |                |

### Gruppe: Kirche Stammestraße  53, 55, 57
Die Gruppe „Kirche Stammestraße  53, 55, 57“ hat die ID 30593488.
| Lage                                        | Bezeichnung | Beschreibung             | ID       | Bild           |
| ------------------------------------------- | ----------- | ------------------------ | -------- | -------------- |
| Stammestraße 55 52° 20′ 50″ N, 9° 43′ 43″ O | Kirche      | Michaeliskirche Hannover | 30805721 | Weitere Bilder |
| Stammestraße 53 52° 20′ 49″ N, 9° 43′ 44″ O | Schule      |                          | 30805700 | Weitere Bilder |
| Stammestraße 57 52° 20′ 51″ N, 9° 43′ 43″ O | Pfarrhaus   |                          | 30805741 | Weitere Bilder |

### Gruppe: Klusmannstraße 15,17A,23,25,27/29
Die Gruppe „Klusmannstraße 15,17A,23,25,27/29“ hat die ID 30593921.
| Lage                                              | Bezeichnung | Beschreibung | ID       | Bild |
| ------------------------------------------------- | ----------- | ------------ | -------- | ---- |
| Klusmannstraße 27/29 52° 20′ 44″ N, 9° 43′ 44″ O  | Wohnhaus    |              | 30806122 |      |
| Klusmannstraße 25 52° 20′ 43″ N, 9° 43′ 43″ O     | Wohnhaus    |              | 30806097 |      |
| Klusmannstraße 23 52° 20′ 43″ N, 9° 43′ 43″ O     | Wohnhaus    |              | 30806072 | BW   |
| Klusmannstraße 17a 52° 20′ 42″ N, 9° 43′ 43″ O    | Wohnhaus    |              | 30806047 | BW   |
| Klusmannstraße 15/15a 52° 20′ 41″ N, 9° 43′ 43″ O | Wohnhaus    |              | 30805909 |      |

### Gruppe: Kraftwerk Ricklinger Masch
Die Gruppe „Kraftwerk Ricklinger Masch“ hat die ID 30593468.
| Lage                                         | Bezeichnung | Beschreibung                     | ID       | Bild           |
| -------------------------------------------- | ----------- | -------------------------------- | -------- | -------------- |
| Ricklinger Masch 52° 21′ 15″ N, 9° 44′ 13″ O | Kraftwerk   | Wasserkraftwerk Schneller Graben | 30805637 | Weitere Bilder |
| Ricklinger Masch 52° 21′ 18″ N, 9° 44′ 14″ O | Wehr        |                                  | 30805616 |                |

### Gruppe: Kriegerdenkmal An der Bauernwiese
Die Gruppe „Kriegerdenkmal An der Bauernwiese“ hat die ID 30593428.

| Lage                                          | Bezeichnung  | Beschreibung                                         | ID       | Bild |
| --------------------------------------------- | ------------ | ---------------------------------------------------- | -------- | ---- |
| An der Bauerwiese 52° 20′ 15″ N, 9° 43′ 53″ O | Gedenkstätte |                                                      | 30804703 |      |
| An der Bauerwiese 52° 20′ 15″ N, 9° 43′ 53″ O | Gedenkstätte |                                                      | 30806188 |      |
| An der Bauerwiese 52° 20′ 15″ N, 9° 43′ 53″ O | Gedenkstätte | Denkmal 1914–1918 (im Hintergrund Denkmal 1939–1945) | 30806208 |      |
| An der Bauerwiese 52° 20′ 15″ N, 9° 43′ 53″ O | Gedenkstätte |                                                      | 30806227 |      |
| An der Bauerwiese 52° 20′ 16″ N, 9° 43′ 52″ O | Tor          |                                                      | 40733397 |      |

### Gruppe: Michaelis-Friedhof A.d.Bauernwiese
Die Gruppe „Michaelis-Friedhof A.d.Bauernwiese“ hat die ID 30593417.
| Lage                                             | Bezeichnung | Beschreibung                | ID       | Bild           |
| ------------------------------------------------ | ----------- | --------------------------- | -------- | -------------- |
| An der Bauerwiese 36 52° 20′ 18″ N, 9° 43′ 44″ O | Friedhof    | Michaelis-Friedhof Hannover | 30804661 | Weitere Bilder |
| An der Bauerwiese 36 52° 20′ 17″ N, 9° 43′ 46″ O | Kapelle     | St. Michaelis               | 30804683 |                |

### Gruppe: Wohn-, Wirtsch.Gebäude Stammestr.21
Die Gruppe „Wohn-, Wirtsch.Gebäude Stammestr.21“ hat die ID 30593478.

| Lage                                        | Bezeichnung              | Beschreibung | ID       | Bild |
| ------------------------------------------- | ------------------------ | ------------ | -------- | ---- |
| Stammestraße 20 52° 20′ 39″ N, 9° 43′ 49″ O | Scheune                  |              | 30805959 |      |
| Stammestraße 21 52° 20′ 39″ N, 9° 43′ 46″ O | Wohn-/Wirtschaftsgebäude |              | 30805657 |      |
| Stammestraße 22 52° 20′ 40″ N, 9° 43′ 49″ O | Wohn-/Wirtschaftsgebäude |              | 30805938 |      |
| Stammestraße 23 52° 20′ 40″ N, 9° 43′ 47″ O | Wohn-/Wirtschaftsgebäude |              | 30805678 |      |

### Gruppe: Wohnhäuser Bebelstraße  20–23
Die Gruppe „Wohnhäuser Bebelstraße  20 - 23“ hat die ID 30593438.

| Lage                                                 | Bezeichnung | Beschreibung                | ID       | Bild           |
| ---------------------------------------------------- | ----------- | --------------------------- | -------- | -------------- |
| Friedrich-Ebert-Platz 52° 21′ 5″ N, 9° 43′ 14″ O     | Brunnen     | Brunnen Mädchen mit Fischen | 30805017 | Weitere Bilder |
| Bebelstraße 20 52° 21′ 3″ N, 9° 43′ 14″ O            |             |                             | 30804431 |                |
| Bebelstraße 21 52° 21′ 3″ N, 9° 43′ 13″ O            |             |                             | 30804452 |                |
| Bebelstraße 22 52° 21′ 3″ N, 9° 43′ 15″ O            |             |                             | 30804472 |                |
| Bebelstraße 23 52° 21′ 4″ N, 9° 43′ 13″ O            |             |                             | 30804722 |                |
| Friedrich-Ebert-Platz 4 52° 21′ 6″ N, 9° 43′ 18″ O   | Wohnhaus    |                             | 30804765 |                |
| Friedrich-Ebert-Platz 5 52° 21′ 5″ N, 9° 43′ 18″ O   | Wohnhaus    |                             | 30804786 |                |
| Friedrich-Ebert-Platz 6 52° 21′ 6″ N, 9° 43′ 16″ O   | Wohnhaus    |                             | 30804807 |                |
| Friedrich-Ebert-Platz 7 52° 21′ 5″ N, 9° 43′ 18″ O   | Wohnhaus    |                             | 30804828 |                |
| Friedrich-Ebert-Platz 8 52° 21′ 6″ N, 9° 43′ 16″ O   | Wohnhaus    |                             | 30804849 |                |
| Friedrich-Ebert-Platz 9 52° 21′ 4″ N, 9° 43′ 15″ O   | Wohnhaus    |                             | 30804868 |                |
| Friedrich-Ebert-Platz 10 52° 21′ 6″ N, 9° 43′ 15″ O  | Wohnhaus    |                             | 30804890 |                |
| Friedrich-Ebert-Platz 11 52° 21′ 4″ N, 9° 43′ 12″ O  | Wohnhaus    |                             | 30804912 |                |
| Friedrich-Ebert-Platz 12 52° 21′ 6″ N, 9° 43′ 14″ O  | Wohnhaus    |                             | 30804933 |                |
| Friedrich-Ebert-Platz 14 52° 21′ 6″ N, 9° 43′ 13″ O  | Wohnhaus    |                             | 30804954 |                |
| Friedrich-Ebert-Platz 16 52° 21′ 6″ N, 9° 43′ 12″ O  | Wohnhaus    |                             | 30804975 |                |
| Friedrich-Ebert-Platz 18 52° 21′ 6″ N, 9° 43′ 12″ O  | Wohnhaus    |                             | 30804996 |                |
| Friedrich-Ebert-Straße 9 52° 21′ 4″ N, 9° 43′ 11″ O  | Wohnhaus    |                             | 30806027 |                |
| Heinrich-Meister-Allee 15 52° 21′ 3″ N, 9° 43′ 17″ O | Wohnhaus    |                             | 30805039 |                |
| Heinrich-Meister-Allee 16 52° 21′ 4″ N, 9° 43′ 18″ O | Wohnhaus    |                             | 30805060 |                |
| Heinrich-Meister-Allee 17 52° 21′ 3″ N, 9° 43′ 16″ O | Wohnhaus    |                             | 30805082 |                |
| Heinrich-Meister-Allee 18 52° 21′ 4″ N, 9° 43′ 18″ O | Wohnhaus    |                             | 30805103 |                |
| Heinrich-Meister-Allee 19 52° 21′ 4″ N, 9° 43′ 16″ O | Wohnhaus    |                             | 30805125 |                |

### Gruppe: Wohnhäuser Friedr.-Ebert-Str. 24–42
Die Gruppe „Wohnhäuser Friedr.-Ebert-Str. 24-42“ hat die ID 30593448.
| Lage                                                   | Bezeichnung        | Beschreibung                      | ID       | Bild |
| ------------------------------------------------------ | ------------------ | --------------------------------- | -------- | ---- |
| Göttinger Chaussee 12 52° 20′ 58″ N, 9° 43′ 1″ O       | Verwaltungsgebäude | Vereinigte Leichtmetallwerk (VAW) | 30805428 |      |
| Göttinger Chaussee 43 52° 20′ 59″ N, 9° 43′ 4″ O       | Wohnhaus           |                                   | 30805448 |      |
| Göttinger Chaussee 45 52° 20′ 58″ N, 9° 43′ 4″ O       | Wohnhaus           |                                   | 30805469 |      |
| Göttinger Chaussee 47 52° 20′ 57″ N, 9° 43′ 4″ O       | Wohnhaus           |                                   | 30805490 |      |
| Göttinger Chaussee 49 52° 20′ 57″ N, 9° 43′ 4″ O       | Wohnhaus           |                                   | 30805511 |      |
| Friedrich-Ebert-Straße 24 52° 20′ 58″ N, 9° 43′ 8″ O   | Wohnhaus           |                                   | 30805146 |      |
| Friedrich-Ebert-Straße 25a 52° 20′ 59″ N, 9° 43′ 11″ O | Wohnhaus           |                                   | 30805166 |      |
| Friedrich-Ebert-Straße 26 52° 20′ 58″ N, 9° 43′ 7″ O   | Wohnhaus           |                                   | 30805188 |      |
| Friedrich-Ebert-Straße 27 52° 20′ 59″ N, 9° 43′ 11″ O  | Wohnhaus           |                                   | 30805208 |      |
| Friedrich-Ebert-Straße 28 52° 20′ 58″ N, 9° 43′ 7″ O   | Wohnhaus           |                                   | 30805228 |      |
| Friedrich-Ebert-Straße 29 52° 20′ 57″ N, 9° 43′ 11″ O  | Wohnhaus           |                                   | 30805248 |      |
| Friedrich-Ebert-Straße 30 52° 20′ 58″ N, 9° 43′ 6″ O   | Wohnhaus           |                                   | 30805268 |      |
| Friedrich-Ebert-Straße 31 52° 20′ 56″ N, 9° 43′ 11″ O  | Wohnhaus           |                                   | 30805288 |      |
| Friedrich-Ebert-Straße 32 52° 20′ 58″ N, 9° 43′ 5″ O   | Wohnhaus           |                                   | 30805308 |      |
| Friedrich-Ebert-Straße 34 52° 20′ 57″ N, 9° 43′ 5″ O   | Wohnhaus           |                                   | 30805328 |      |
| Friedrich-Ebert-Straße 36 52° 20′ 57″ N, 9° 43′ 6″ O   | Wohnhaus           |                                   | 30805348 |      |
| Friedrich-Ebert-Straße 38 52° 20′ 57″ N, 9° 43′ 6″ O   | Wohnhaus           |                                   | 30805368 |      |
| Friedrich-Ebert-Straße 40 52° 20′ 57″ N, 9° 43′ 7″ O   | Wohnhaus           |                                   | 30805388 |      |
| Friedrich-Ebert-Straße 42 52° 20′ 57″ N, 9° 43′ 8″ O   | Wohnhaus           |                                   | 30805408 |      |
| Konrad-Hänisch-Straße 14 52° 20′ 58″ N, 9° 43′ 11″ O   | Wohnhaus           |                                   | 30805532 |      |

### Einzelbaudenkmale
| Lage                                                  | Bezeichnung                  | Beschreibung | ID                               | Bild           |
| ----------------------------------------------------- | ---------------------------- | --- | -------------------------------- | -------------- |
| Am Tönniesberg 1 52° 21′ 11″ N, 9° 42′ 22″ O          | Villa                        | Die Villa am Tönniesberg, bekannt unter der Bezeichnung FKK-Villa, wurde 1923 vom Fabrikanten August Lutterberg erbaut, der die Hannoversche Faßfabrik betrieb. | 30805763                         | Weitere Bilder |
| Beekestraße 76 52° 20′ 31″ N, 9° 43′ 44″ O            | Wohn- und Wirtschaftsgebäude | | 30805787                         |                |
| Beekestraße 109 52° 20′ 39″ N, 9° 43′ 52″ O           | Wohn- und Wirtschaftsgebäude | | 30805807                         |                |
| Nordfeldstraße 6 52° 20′ 40″ N, 9° 43′ 22″ O          | Bunker                       | | 42789166                         |                |
| Ricklinger Stadtweg 50/52 52° 20′ 52″ N, 9° 43′ 27″ O | Wohn-/Geschäftshaus          | Torwohnhaus Ricklinger Stadtweg 50/52 | 30805847/1/-/ 30806147, 30805847 |                |
| Stammestraße 6 52° 20′ 35″ N, 9° 43′ 48″ O            | Wohnhaus                     | | 30805889                         |                |
| Stammestraße 52° 21′ 8″ N, 9° 43′ 37″ O               | Eisenbahnbrücke              | | 30805868                         | Weitere Bilder |
| Ricklinger Masch 52° 21′ 13″ N, 9° 44′ 0″ O           | Schneller Graben             | | 30593468                         | Weitere Bilder |

### Ehemalige Denkmale
| Lage                                        | Bezeichnung     | Beschreibung                                                                                       | ID | Bild           |
| ------------------------------------------- | --------------- | -------------------------------------------------------------------------------------------------- | -- | -------------- |
| Ricklinger Masch 52° 21′ 6″ N, 9° 43′ 48″ O | Eisenbahnbrücke | Die Stahlfachwerkkonstruktion wurde 2012/13 auch zur Lärmminderung durch eine Betonbrücke ersetzt. |    | Weitere Bilder |

## Wettbergen

### Gruppe: Pfarrhaus An der Kirche 13, 23
Die Gruppe „Pfarrhaus An der Kirche 13, 23“ hat die ID 30593540.

| Lage                                         | Bezeichnung | Beschreibung                        | ID       | Bild |
| -------------------------------------------- | ----------- | ----------------------------------- | -------- | ---- |
| An der Kirche 52° 19′ 42″ N, 9° 41′ 31″ O    | Kapelle     | Johannes-der-Täufer-Kirche Hannover | 30808742 |      |
| An der Kirche 23 52° 19′ 43″ N, 9° 41′ 29″ O | Pfarrhaus   |                                     | 30808701 |      |
| An der Kirche 23 52° 19′ 42″ N, 9° 41′ 29″ O | Scheune     |                                     | 30808720 |      |
| An der Kirche 13 52° 19′ 42″ N, 9° 41′ 33″ O | Scheune     |                                     | 30808764 |      |

### Gruppe: Wohn-, Wirtschaftsgebäude An der Kirche 20
Die Gruppe „Wohn-, Wirtschaftsgebäude An der Kirche“ hat die ID 30593540.

| Lage                                                                  | Bezeichnung              | Beschreibung           | ID       | Bild |
| --------------------------------------------------------------------- | ------------------------ | ---------------------- | -------- | ---- |
| Am Hohmannhof 10 (ehem. An der Kirche 20) 52° 19′ 40″ N, 9° 41′ 23″ O | Wohn-/Wirtschaftsgebäude | Johanneshof Wettbergen | 30808786 |      |
| Pastor-Bartels-Weg 10 52° 19′ 39″ N, 9° 41′ 25″ O                     | Wohn-/Wirtschaftsgebäude |                        | 30809069 |      |
| Pastor-Bartels-Weg 10 52° 19′ 40″ N, 9° 41′ 24″ O                     | Scheune                  |                        | 30808808 |      |

### Gruppe: Hofanlage Hauptstraße 66/68
Die Gruppe „Hofanlage Hauptstraße 66/68“ hat die ID 30593910.

| Lage                                       | Bezeichnung              | Beschreibung | ID       | Bild |
| ------------------------------------------ | ------------------------ | ------------ | -------- | ---- |
| Hauptstraße 66 52° 19′ 46″ N, 9° 41′ 32″ O | Wohn-/Wirtschaftsgebäude |              | 30808887 |      |
| Hauptstraße 68 52° 19′ 46″ N, 9° 41′ 31″ O | Scheune                  |              | 30808930 |      |
| Hauptstraße 66 52° 19′ 46″ N, 9° 41′ 33″ O | Garten                   |              | 30808954 |      |

### Einzelbaudenkmale
| Lage                                        | Bezeichnung  | Beschreibung | ID       | Bild           |
| ------------------------------------------- | ------------ | --- | -------- | -------------- |
| Hauptstraße 52° 19′ 48″ N, 9° 41′ 35″ O     | Friedhof     | | 30808830 |                |
| An der Kirche 2 52° 19′ 45″ N, 9° 41′ 28″ O | Scheune      | | 30808849 |                |
| Hauptstraße 52° 19′ 43″ N, 9° 41′ 13″ O     | Gedenkstätte | Gedenkstätte mit Kriegerdenkmal u. Freiflächengestaltung | 30808868 |                |
| Ihmer Straße 52° 19′ 6″ N, 9° 41′ 5″ O      | Brücke       | Die Straßenbrücke Ihmer Straße befindet sich an der Ihmer Straße südlich von Wettbergen. Sie ist eine aus Stein gebaute Gewölbebrücke mit seitlichen Futtermauern. Als Brückengeländer dienen zwei Holzbalken, die zu den beiden Seiten der Brücke knapp über dem Fahrbahnrand angebracht sind. Am Schlussstein steht das Baujahrs „1869“. | 30981265 | Weitere Bilder |

## Status unklar
| Lage                                                                         | Bezeichnung | Beschreibung  | ID | Bild           |
| ---------------------------------------------------------------------------- | ----------- | ------------- | -- | -------------- |
| Mansfeldstraße 1–28, 30, 32, 34 (Oberricklingen) 52° 20′ 22″ N, 9° 42′ 43″ O |             | Als Ensemble. |    | Weitere Bilder |